# W. H. Murray
William Hutchison Murray, OIB (18 de marzo de 1913 - 19 de marzo de 1996) fue un montañista y escritor escocés, perteneciente a un grupo de escaladores de montaña principalmente de Clydeside, antes y justo después de la Segunda Guerra Mundial.

## Biografía
Murray nació en Liverpool, hijo de William Hutchison Murray (1878-1915), de Cairndhu, Inspector de Minas de Su Majestad para Liverpool y el Norte de Gales; murió en Galípoli mientras servía como zapador con los Royal Marines, y de su esposa, Helen (de soltera Robertson). Posteriormente se crio en Huntly Terrace, Glasgow. Sus abuelos paternos, William Hutchison Murray (nacido en 1850; un fabricante de lana que, al perder todo el dinero que había invertido en el colapso de 1878 del City of Glasgow Bank, se convirtió en un respetado profesor de música en el Anderson College de Glasgow, convirtiéndose más tarde en Inspector de Música de la Junta de Educación de Glasgow y director de la Sociedad Coral de Glasgow) y Margaret Hesketh (de soltera Jenkins), vivían en Giffnock, East Renfrewshire.     
Murray realizó gran parte de su escalada más importante en el período anterior a la Segunda Guerra Mundial. Subió en muchas ocasiones en compañía de J. H. B. Bell.
Al estallar la Segunda Guerra Mundial, se unió a los Argyll Sutherland Highlanders y fue destinado a Oriente Medio y el norte de África. Fue capturado al sur de Marsa Matruh durante la Campaña del Desierto Occidental en una retirada a El Alamein en junio de 1942 por un comandante de tanque de la 15ª División Panzer que estaba armado con una ametralladora. Un pasaje de la revista Mountain (#67, 1979) describe los momentos posteriores a su captura: 
Para mi sorpresa, él [el comandante del tanque alemán] forzó una sonrisa irónica y preguntó en inglés: "¿No sientes frío?" '... Respondí: "hace frío como en la cima de una montaña". Él me miró y sus ojos se iluminaron. —¿Quieres decir que escalas montañas? —Era un alpinista. Ambos nos relajamos. Guardó su arma. Después de unas cuantas palabras rápidas -los Alpes, Escocia, rocas y hielo-, no pudo hacer lo suficiente por mí.

Luego pasó tres años en campos de prisioneros de guerra en Italia (Chieti), Alemania (Moosberg, Brunswick) y Checoslovaquia (Marisch Trubeau Oflag VIII-F). Mientras estaba en prisión, Murray escribió un libro titulado Montañismo en Escocia. El primer borrador de la obra fue escrito en el único papel que tenía a su disposición: papel higiénico rugoso. El manuscrito fue encontrado y destruido por la Gestapo. Para incredulidad de sus compañeros de prisión, la respuesta de Murray a la pérdida fue empezar de nuevo, a pesar del riesgo de perderla y de que su condición física era tan mala debido a la dieta de casi inanición, que creía que nunca volvería a escalar. La obra reescrita se publicó finalmente en 1947 y fue seguida por la secuela, Undiscovered Scotland, en 1951. Ambos se concentran en la escalada invernal escocesa y se les atribuye ampliamente el mérito de ayudar a inspirar el renacimiento de este deporte en la posguerra.
Murray fue líder adjunto de Eric Shipton en la Expedición de Reconocimiento al Everest de 1951, pero no logró aclimatarse a la altitud y por eso no fue incluido en el equipo de 1953. También exploró parte del grupo Api en Nepal con John Tyson en 1953. Fue un activista activo en la protección de las áreas silvestres de Escocia frente a desarrollos desconsiderados. En 1961, un gran éxito fue la derrota de los planes de construir un sistema hidroeléctrico en Glen Nevis.
Ganó numerosos premios, incluido el Premio Literario del Consejo de Educación de EE. UU., un doctorado honorario de la Universidad de Stirling y la Medalla Mungo Park por la exploración del Himalaya. Se instaló con su esposa, Anne B. Murray (de soltera Clark), en Argyll.  Fue nombrado OIB en los Honores de Año Nuevo de 1966 por sus servicios al montañismo en Escocia. 
Su autobiografía, The Evidence of Things Not Seen, ganó el Gran Premio del Festival del Libro de Montaña de Banff (2002).  El libro fue completado tras su muerte por su esposa Anne, quien también contribuyó con algo de su poesía y su título se vincula con el título del penúltimo capítulo de su libro anterior Mountaineering in Scotland donde Murray citó un pasaje de la traducción KJV del Nuevo Testamento que afirma que "la fe es la evidencia de las cosas que no se ven" (Epístola a los Hebreos, capítulo 11, versículo 1).

## Goethe
Una cita de Murray es atribuida erróneamente a Johann Wolfgang von Goethe. El siguiente pasaje aparece cerca del comienzo de La expedición escocesa al Himalaya (1951) de Murray:
... Pero cuando dije que no se había hecho nada, me equivoqué en un asunto importante. Nos habíamos comprometido definitivamente y estábamos a medio camino de salir de nuestras rutinas. Habíamos pagado el pasaje y habíamos reservado un crucero a Bombay. Quizás esto suene demasiado simple, pero en consecuencia es grandioso. Hasta que uno no se compromete, hay dudas, posibilidad de dar marcha atrás, siempre ineficacia. Respecto de todos los actos de iniciativa (y de creación), hay una verdad elemental, cuya ignorancia mata innumerables ideas y planes espléndidos: en el momento en que uno se compromete definitivamente, la Providencia también actúa. Suceden todo tipo de cosas para ayudar a alguien que de otra manera nunca habrían ocurrido. De esta decisión se desata toda una serie de acontecimientos que dan lugar a todo tipo de incidentes imprevistos, encuentros y ayudas materiales que ningún hombre podría haber soñado que le llegarían. Aprendí a respetar profundamente uno de los versos de Goethe:
Todo lo que puedas hacer o sueñes que puedes hacer, empiézalo.
¡La audacia tiene genio, poder y magia!
Los "versos de Goethe" a los que se hace referencia aquí, provienen de una traducción extremadamente vaga de los versos 214-30 del Fausto de Goethe hecha por John Anster en 1835.